# U-Bahnhof Obersendling
Der U-Bahnhof Obersendling ist ein Bahnhof der U-Bahn München und gleichzeitig ein Umsteigebahnhof zur S-Bahn München und Regionalzügen. Hier verkehrt die U-Bahn-Linie U3 nach Fürstenried West.

## Lage
Die Station liegt an der Grenze zwischen den Stadtteilen Thalkirchen und Obersendling an der S-Bahnlinie 7 nördlich des S-Bahnhofs Siemenswerke.

## Geschichte
Der U-Bahnhof Obersendling wurde nach Plänen von Josef Karg und Manfred Kessler gebaut. Die Eröffnung erfolgte am 28. Oktober 1989.

## Architektur
Das Bauwerk verfügt über einen Bahnsteig, an dessen beiden Seiten die Gleise verlaufen. Die Decke ist mit hellen Paneelen flach eingedeckt und beleuchtet. Die Wände zeigen die unverkleideten Betonpfähle, wie sie zum Bau des Tunnelbahnhofs verwendet wurden. Diese Konstruktion ist möglich, weil der Bahnhof hoch über dem Grundwasser liegt und die Wände daher nicht besonders gegen das Eindringen von Wasser abgedichtet werden müssen. Die Rohbaupfähle sind rostbraun gestrichen, was einen Farbkontrast zum hellen Dach bildet. Da diese Art der Konstruktion einen kostengünstigen und schnellen Bau ermöglicht, diente sie als Vorbild für andere Tunnelbahnhöfe.

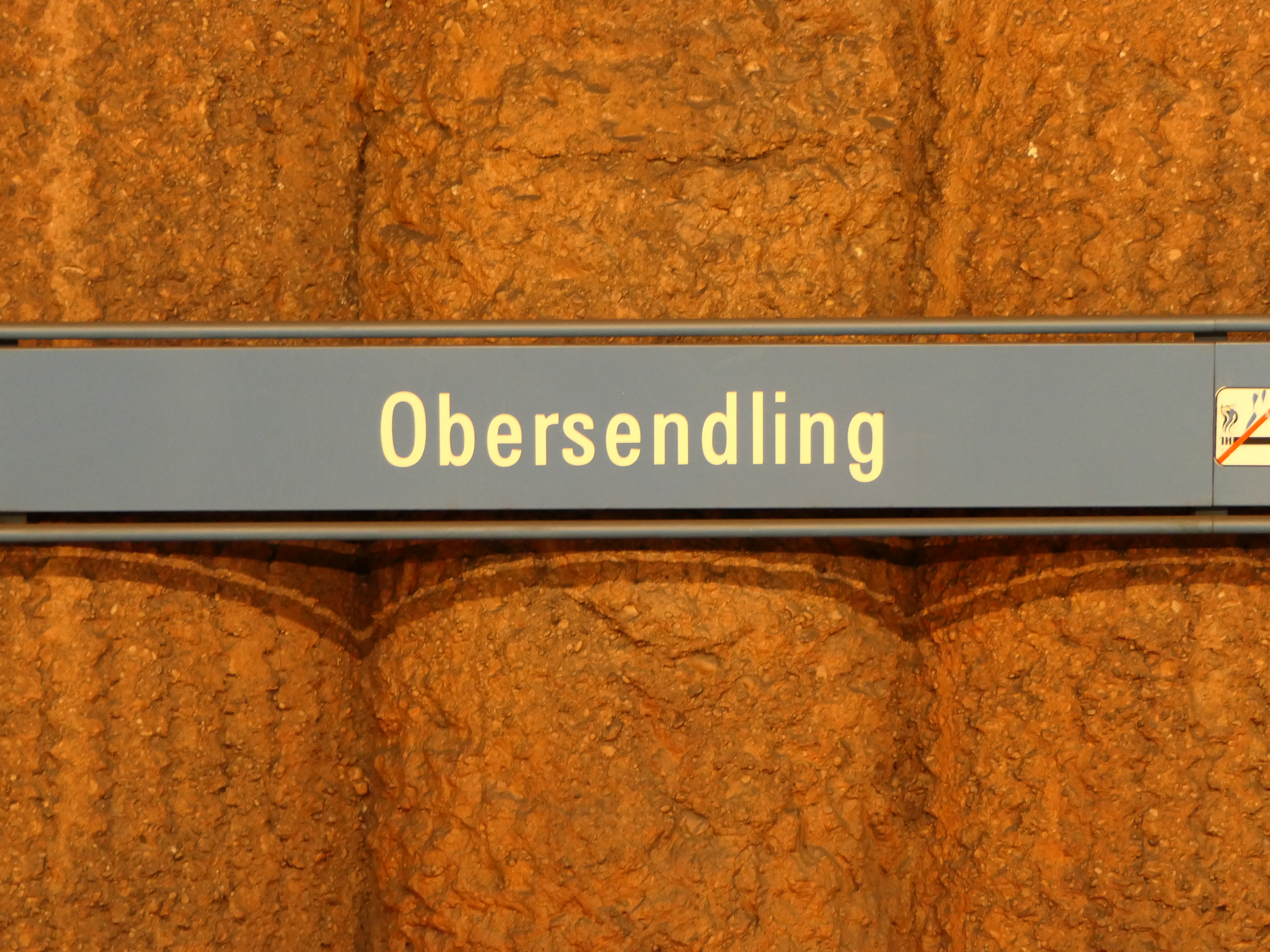
Stationsname an den Hintergleiswänden
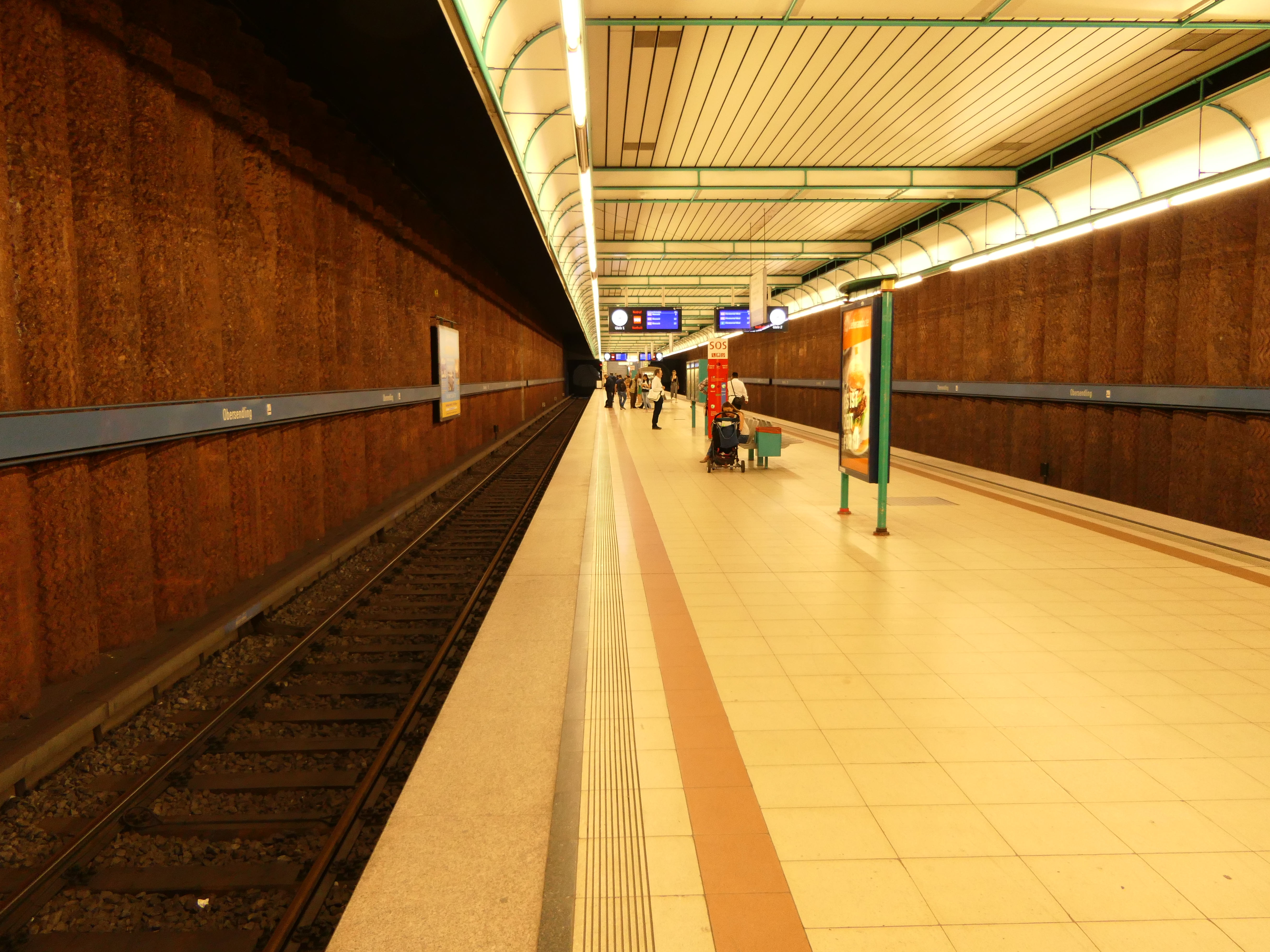
Bahnsteigebene 2018
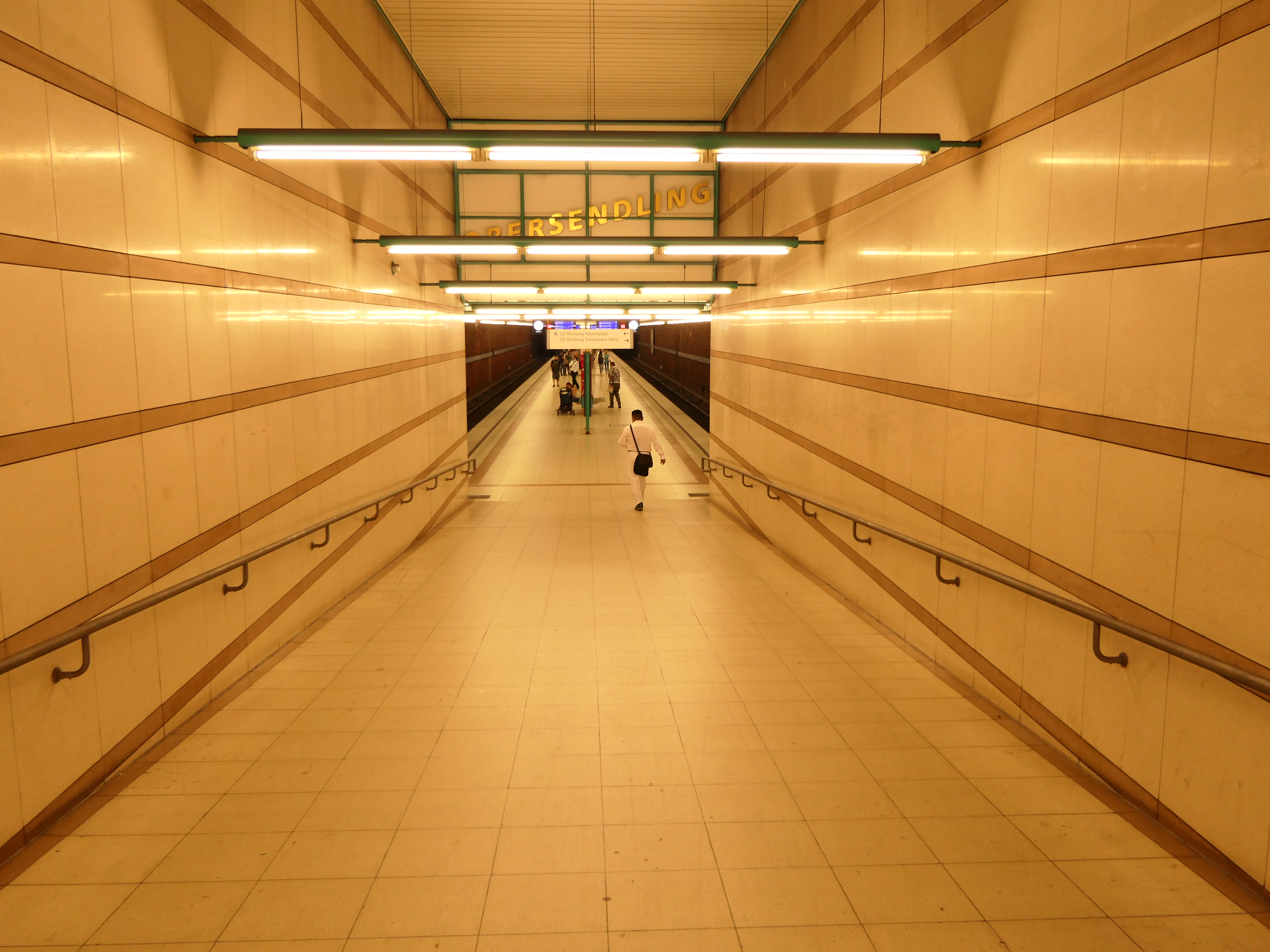
Rampe von der Verteilerebene zu Bahnsteigebene
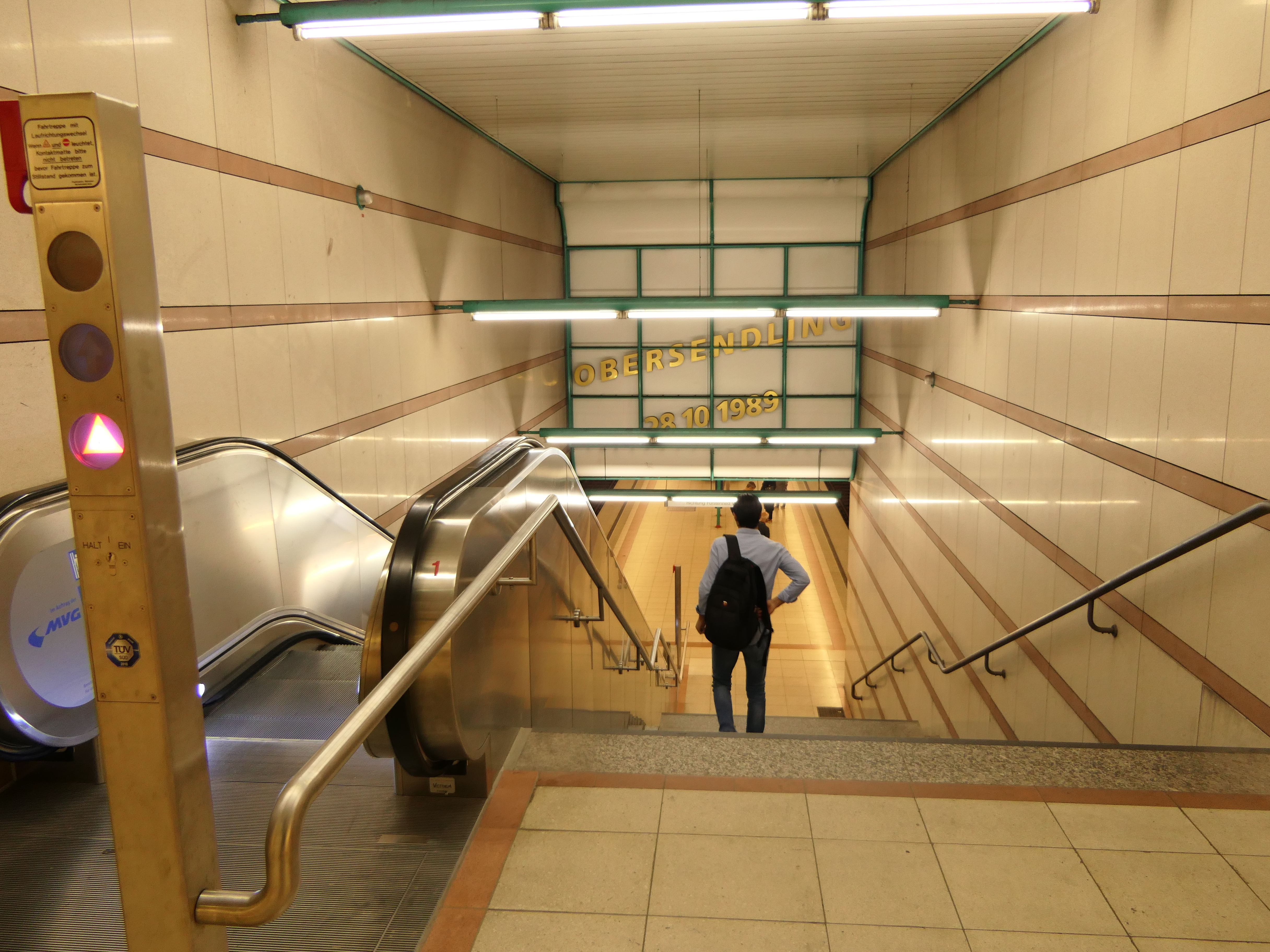
Abgang von der Verteilerebene zur Bahnsteigebene, mit Eröffnungsdatum an der Decke
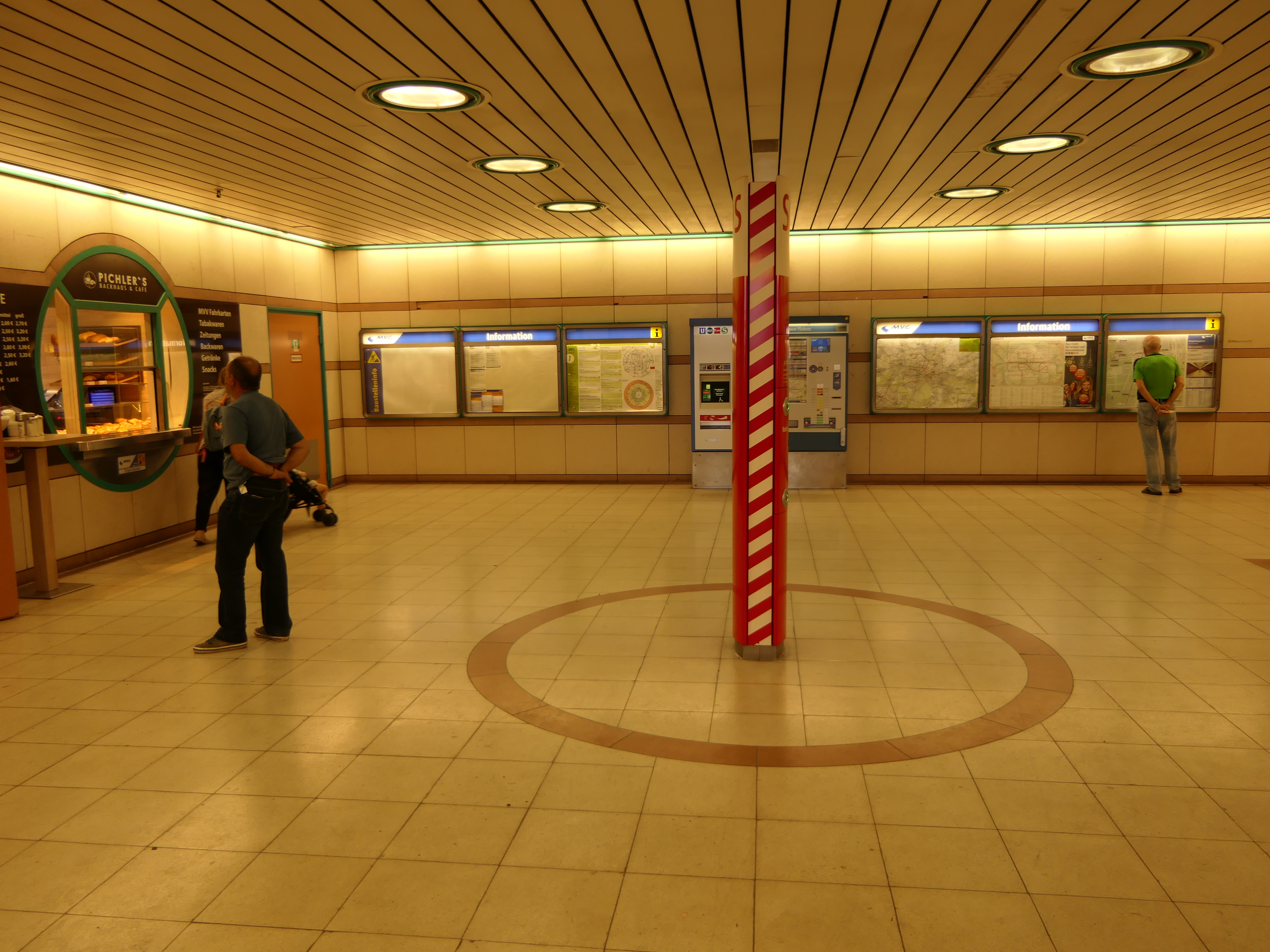
Verteilerebene
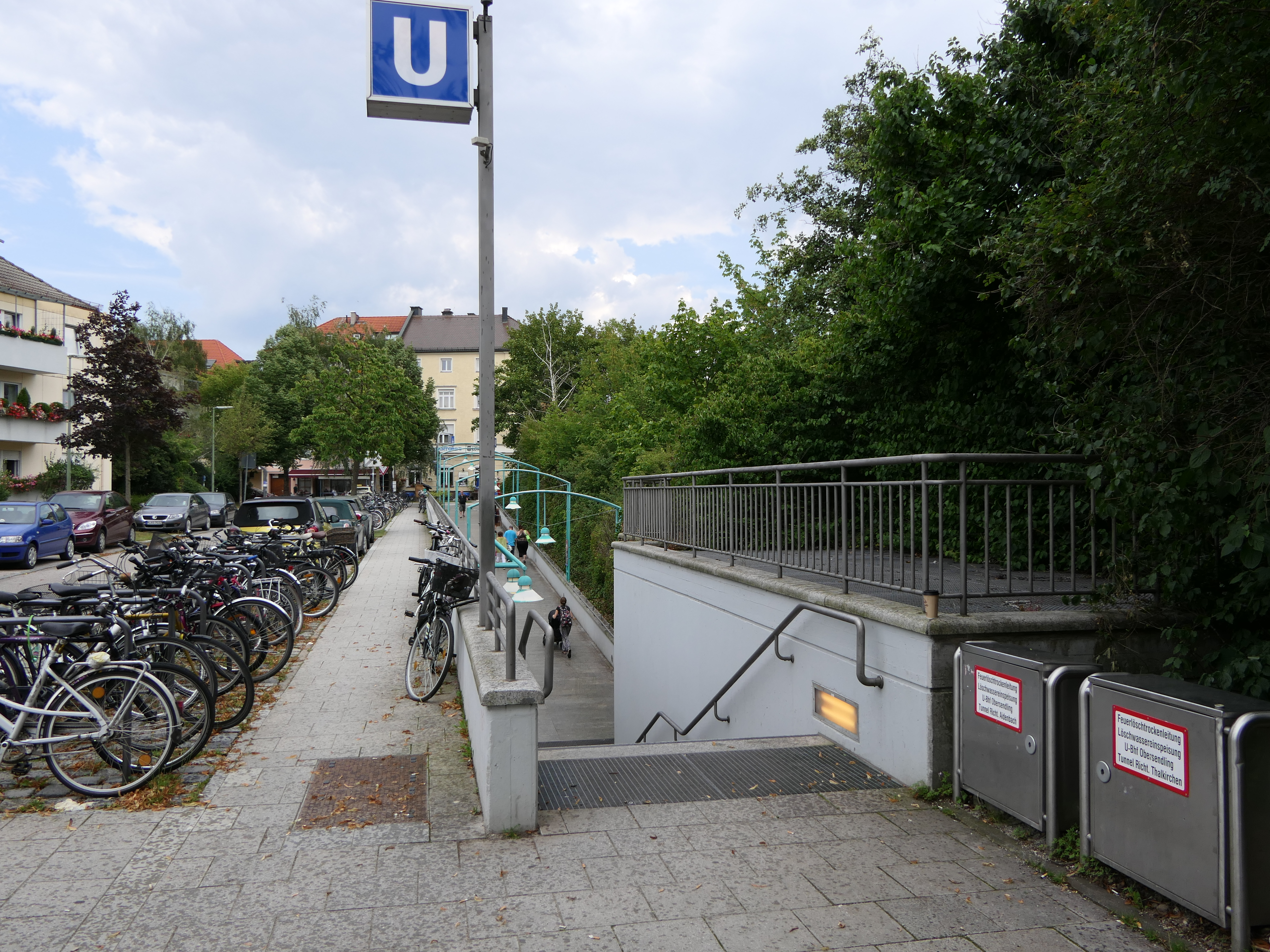
Zugang an der Oberfläche

## Verkehr
Als Umsteigebahnhof bietet der U-Bahnhof Obersendling Anschluss zu den S-Bahnlinien 7 und 20 sowie zu Regionalzügen (BRB). Allerdings liegt zwischen dem U-Bahnhof und dem S-Bahnhof Siemenswerke ein Fußweg von etwa 400 m Länge.
| Linie | Linienverlauf |
| ----- | --- |
| U3    | Moosach – (797 m) – Moosacher St.-Martins-Platz – (880 m) – Olympia-Einkaufszentrum – (1416 m) – Oberwiesenfeld – (1061 m) – Olympiazentrum – (944 m) – Petuelring – (832 m) – Scheidplatz – (793 m) – Bonner Platz – (1042 m) – Münchner Freiheit – (579 m) – Giselastraße – (744 m) – Universität – (788 m) – Odeonsplatz – (640 m) – Marienplatz – (884 m) – Sendlinger Tor – (843 m) – Goetheplatz – (677 m) – Poccistraße – (624 m) – Implerstraße – (849 m) – Brudermühlstraße – (1149 m) – Thalkirchen – (1129 m) – Obersendling – (785 m) – Aidenbachstraße – (782 m) – Machtlfinger Straße – (1195 m) – Forstenrieder Allee – (808 m) – Basler Straße – (936 m) – Fürstenried West |